# Noidant-le-Rocheux
Noidant-le-Rocheux is een gemeente in het Franse departement Haute-Marne (regio Grand Est) en telt 194 inwoners (1999). De plaats maakt deel uit van het arrondissement Langres.

## Geografie
De oppervlakte van Noidant-le-Rocheux bedraagt 17,3 km², de bevolkingsdichtheid is 11,2 inwoners per km².
De onderstaande kaart toont de ligging van Noidant-le-Rocheux met de belangrijkste infrastructuur en aangrenzende gemeenten.

## Demografie
Onderstaande figuur toont het verloop van het inwonertal (bron: INSEE-tellingen).